# Coptic Rain
Coptic Rain — музыкальная группа из Любляны, Словения.
Основной состав группы — вокалистка Катрин Радман (Katrin Radman) и музыкант Петер Пенко (Peter Penko).

## История группы
Петер Пенко, музыкант-мультиинструменталист, покинул свою первую группу Second Retribution зимой 1988 после обвинения в музыкальной диктатуре. Он присоединился к своему старому школьному другу Тому Вочлу (Tomaz Wochl) — у того был собственный компьютер Atari. С Atari, Emax и драм-машиной Roland R5 они организовали проект под названием God Garden (напоминающий раннее бельгийское техно). Они записали 10 песен, которые так и не были выпущены из-за изменяющих стилей и тенденций жанра. Они устарели прежде, чем достигли различных рекордных лейблов. Пит и Том решили использовать гитару в своей музыке. Влияние подъёма индустриальной сцены дало развитие God Garden. Тяжёлых металлических рифов гитары Петера, индустриального шума и работы драм-машины было недостаточно — они нуждались в вокалисте. Оба были очарованы оригинальным вокалом Кэтрин Радман, с которой были предварительно знакомы. Новый проект получил название Coptic Statement, вскоре сменившееся на Coptic Rain.
Группа испытывала недостаток оборудования и в группу был приглашён Borut Bernik — у него был собственный семплер — но он вскоре покинул компанию и Сoptic Rain превратились в трио. Они сделали демозапись, которую их друг и менеджер Primoz Pecovnik разослал различным рекорд-лейблам (главным образом в Германии).
В 1993 году Coptic Rain отыграли несколько концертов в Словении и Хорватии. Спустя несколько недель, весной, был подписан контракт с Dynamica — новым саблейблом Modern Music. Позже, в том же году, Coptic Rain выпустили дебютный альбом — «Dies Irae», получивший хорошие отзывы музыкальных критиков.
В 1995 вышел альбом «Eleven-Eleven». Альбом был вдохновлён опытами умирающего друга — лирика имеет дело со стадиями смерти от гнева. Это альбом также вызывал большой восторг у критиков, но продажи диска страдали из-за некоторых серьёзных изменений выпускающего лейбла. Том не был удовлетворён будущими планами группы и решил покинуть её — он выбрал карьеру графического дизайнера. С тех пор Coptic Rain остались дуэтом: Петер — на всех инструментах, Катрин — вокал.
«Eleven-Eleven» (1995) явился несомненным прогрессом по сравнению с дебютным релизом, налицо желание экспериментировать с комбинацией разных стилей. Характерным примером джазового влияния служит композиция Gallery. Музыкальный стиль перекликался и с металом, и с техно, и с электроэмбиентом.
В 1996, несмотря на множество технических трудностей, был выпущен альбом «Clarions End». Здесь группа сделала сильный крен в сторону жёсткого металического звучания. Хотя музыка звучит очень мелодично и свежо благодаря необычному (и менее искаженному чем ранее) вокалу Кэтрин.
В феврале 1998, был выпущен четырёхпесенный мини-альбом — «Discovery EP», который включил следующие кавер-версии песен: «People Are Strange» The Doors, «Painted Bird» Siouxsie and the Banshees, «Bullet The Blue Sky», а также трек «Fantom», демонстрирующий взгляд музыкантов на знаменитую «Phantom Of The Opera».
Тем временем Петер продолжал работать композитором для словенских театральных пьес, коммерческих теле- и радиопередач, а также коротких фильмов о его домашней студии — Raingarden 9 — где и были записаны последние два альбома Coptic Rain. Также он продюсировал группы SILENS, Niowt, Godscard и Cartagena. Участвовал в записи альбома группы Laibach — «Jesus Christ Superstar» в 1996 (там слышны его гитары).
С каждым альбомом музыка Coptic Rain неизменно метализировалась и их финальный релиз «The Last World» (2000) можно назвать самым мрачным и тяжёлым в истории группы. Большое внимание уделено различным оригинальным спецэффектам и семплам. Кэтрин своей необычной манерой исполнения удаётся добавить изрядную долю трагизма и готичности.

## April Nine
Также Петер и Кэтрин известны своим сайд-проектом под названием April Nine, отличающимся более лёгким, чем у Coptic Rain, звучанием, в стиле трип-хоп/эмбиент.

## Состав группы
- Катрин Радман (Katrin Radman) — вокал
- Петер Пенко (Peter Penko) — клавиши, гитара

## Дискография
- DIES IRAE (12" promo)
- 1993 Dies Irae
- 1995 Eleven:Eleven
- 1996 Devil in Disguise (promo single)
- 1996 Clarion's End
- 1998 Discovery E.P.
- 2000 The Last World